# 唐湊
唐湊（とそ）は、鹿児島県鹿児島市の町丁。郵便番号は890-0081。人口は6,777人、世帯数は3,779世帯（2020年5月30日現在）。唐湊一丁目から唐湊四丁目まであり、唐湊一丁目から唐湊四丁目までの全域で住居表示を実施している。

## 地理
鹿児島市の中部、新川の下流域に位置する。町域の北方には田上、上荒田町、南方には紫原、郡元町、東方には上荒田町、郡元、西方には田上台、田上がそれぞれ接している。
町域南部の唐湊四丁目には学校法人鹿児島純心女子学園が運営する鹿児島純心女子中学校・高等学校及び鹿児島純心女子短期大学があり、西部の唐湊三丁目には鹿児島大学農学部附属農場唐湊果樹園、唐湊一丁目及び唐湊二丁目には鹿児島市営唐湊墓地などの墓地が所在している。

### 河川
- 新川
鹿児島市石谷町を源流とする二級河川で、文化3年に田上川の改修により造られたとされる河川である[8]。

### 町名の由来
「唐湊」という町名の由来はこの付近が唐の船が着いた湊であったという説や、この付近に唐人が住んでいたという説がある。
江戸時代後期の薩摩藩の地誌である「三国名勝図会」には唐湊（唐渚）について下記のように記述している。

唐渚　中村にあり、此所古へ海灣にして、唐土の來舶泊繋せるゆゑに、唐渚の名ありといひ傳ふ、則ち側に船繋の松とてありし、近きに枯たり、此地今海濱を距ること遠く、變して田野となれり、こゝに辯財天社あり、唐人の建立といへり、これを雀が宮と名づく、鳥居の傍に碇捨池あり、唐人碇を捨しとぞ廻り僅に九歩ばかり、深きこと四尺餘もあらんと見いたり、何れの時世といふことを詳にせず、誌曰、高岸爲、深谷爲陵、この理にあればさもありなんか、
—三国名勝図会巻之七
また、「唐湊」という町名は東京堂出版の『難読地名辞典』（1993年刊行）や、平凡社の『日本歴史地名大系』（1998年刊行）において難読地名として収録されている。

## 歴史
1993年（平成5年）3月1日に、鴨池町の全域及び郡元町及び田上町の各一部にあたる唐湊地区において住居表示が実施されることとなり、田上町、鴨池町、郡元町の各一部より「唐湊一丁目」が設置され、田上町、鴨池町の各一部より「唐湊二丁目」、鴨池町、郡元町の各一部より「唐湊三丁目」、「唐湊四丁目」が設置された（これにより鴨池町は消滅）。

### 町域の変遷
| 実施後             | 実施年            | 実施前         |
| ------------------ | ----------------- | -------------- |
| 唐湊一丁目（新設） | 1993年（平成5年） | 鴨池町（一部） |
| 唐湊一丁目（新設） | 1993年（平成5年） | 郡元町（一部） |
| 唐湊一丁目（新設） | 1993年（平成5年） | 田上町（一部） |
| 唐湊二丁目（新設） | 1993年（平成5年） | 田上町（一部） |
| 唐湊二丁目（新設） | 1993年（平成5年） | 鴨池町（一部） |
| 唐湊三丁目（新設） | 1993年（平成5年） | 鴨池町（一部） |
| 唐湊三丁目（新設） | 1993年（平成5年） | 郡元町（一部） |
| 唐湊四丁目（新設） | 1993年（平成5年） | 鴨池町（一部） |
| 唐湊四丁目（新設） | 1993年（平成5年） | 郡元町（一部） |

## 人口

### 町丁別
|            | 世帯数 | 人口  |
| ---------- | ------ | ----- |
| 唐湊一丁目 | 1,338  | 2,511 |
| 唐湊二丁目 | 512    | 846   |
| 唐湊三丁目 | 986    | 1,856 |
| 唐湊四丁目 | 943    | 1,564 |

### 国勢調査
以下の表は国勢調査による小地域集計が開始された1995年以降の人口の推移である。
| 年                 | 人口  |
| ------------------ | ----- |
| 1995年（平成7年）  | 7,020 |
| 2000年（平成12年） | 7,386 |
| 2005年（平成17年） | 7,502 |
| 2010年（平成22年） | 7,331 |
| 2015年（平成27年） | 7,052 |

## 施設

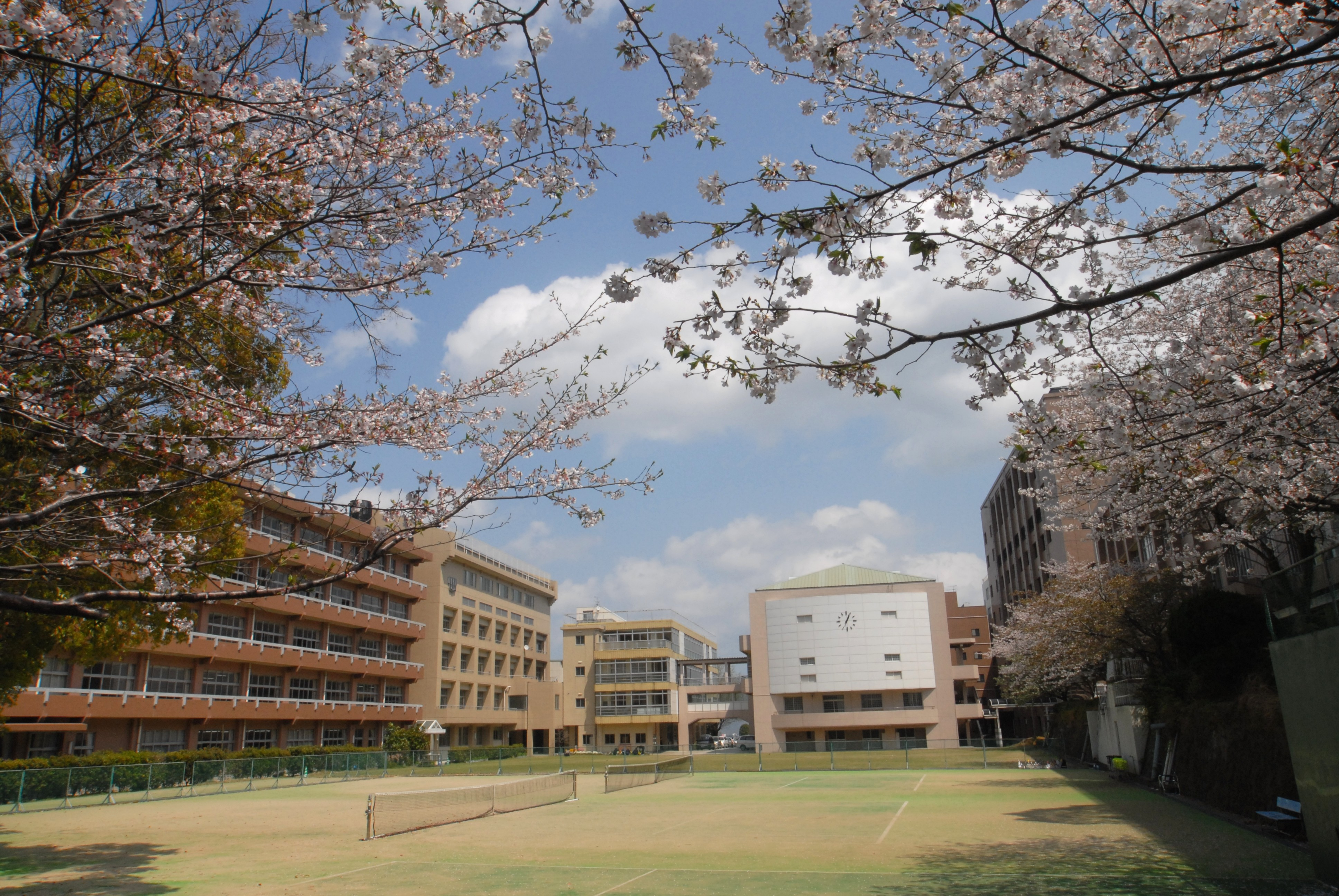
鹿児島純心女子中学校・高等学校

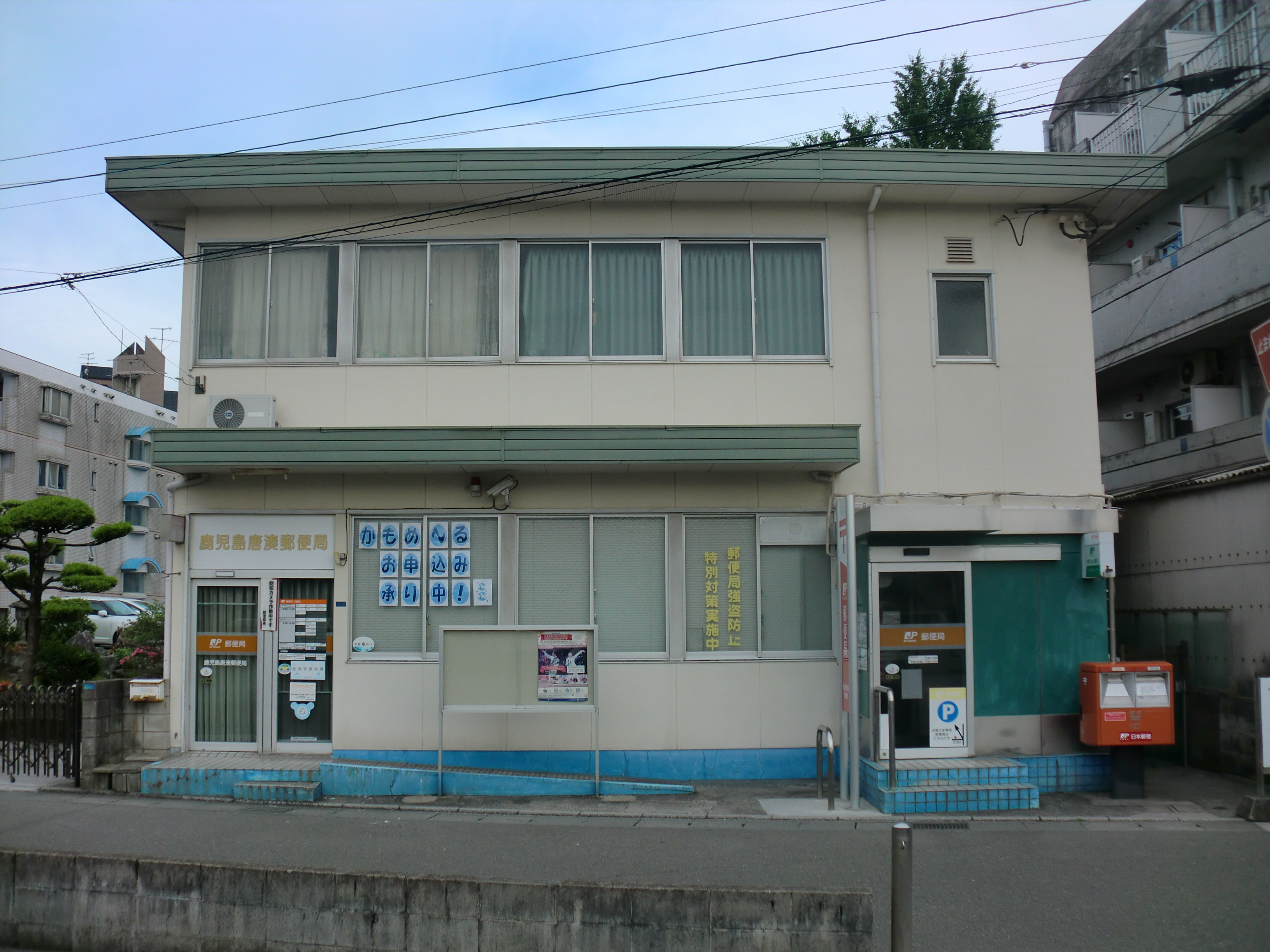
鹿児島唐湊郵便局

### 外交
- 在鹿児島ブータン王国名誉総領事館（新日本科学唐湊オフィス内）[21]

### 公共
- 法務少年支援センターかごしま（鹿児島少年鑑別所）[22]
- 唐湊福祉館[23]
- 鹿児島市営唐湊墓地（1936年設置[8]）[24]

### 教育
- 鹿児島純心女子短期大学[25]
- 鹿児島純心女子中学校・高等学校[26][27]
- 唐湊幼稚園[28]

### 郵便局
- 鹿児島唐湊郵便局[29]

### その他
- 鹿児島大学農学部附属農場唐湊果樹園（1916年開園[8]）[30]
- てまひま堂本社
- セイカ食品唐湊工場

## 小・中学校の学区
市立小・中学校に通う場合、学区（校区）は以下の通りとなる。
| 町丁       | 番・番地               | 小学校               | 中学校               |
| ---------- | ---------------------- | -------------------- | -------------------- |
| 唐湊一丁目 | 11-13                  | 鹿児島市立中郡小学校 | 鹿児島市立鴨池中学校 |
| 唐湊一丁目 | 35                     | 鹿児島市立田上小学校 | 鹿児島市立武中学校   |
| 唐湊一丁目 | その他                 | 鹿児島市立武小学校   | 鹿児島市立武中学校   |
| 唐湊二丁目 | 6、19                  | 鹿児島市立田上小学校 | 鹿児島市立武中学校   |
| 唐湊二丁目 | その他                 | 鹿児島市立武小学校   | 鹿児島市立武中学校   |
| 唐湊三丁目 | 14-19 鴨池ビュータウン | 鹿児島市立紫原小学校 | 鹿児島市立紫原中学校 |
| 唐湊三丁目 | 31-32                  | 鹿児島市立中郡小学校 | 鹿児島市立紫原中学校 |
| 唐湊三丁目 | その他                 | 鹿児島市立中郡小学校 | 鹿児島市立鴨池中学校 |
| 唐湊四丁目 | 34                     | 鹿児島市立紫原小学校 | 鹿児島市立紫原中学校 |
| 唐湊四丁目 | その他                 | 鹿児島市立中郡小学校 | 鹿児島市立鴨池中学校 |

## 交通

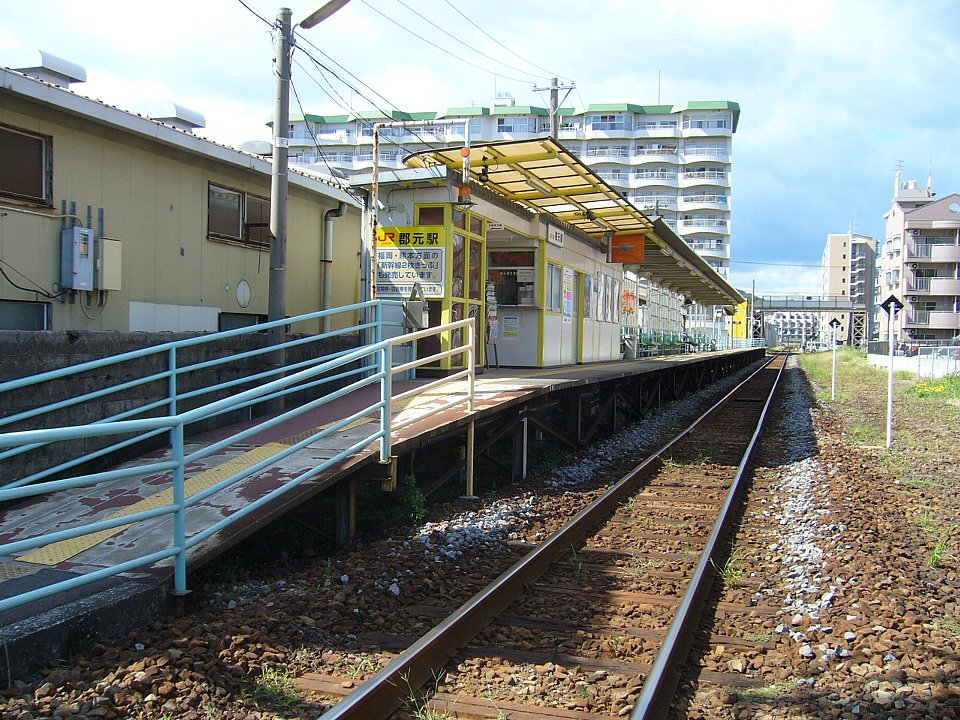
郡元駅

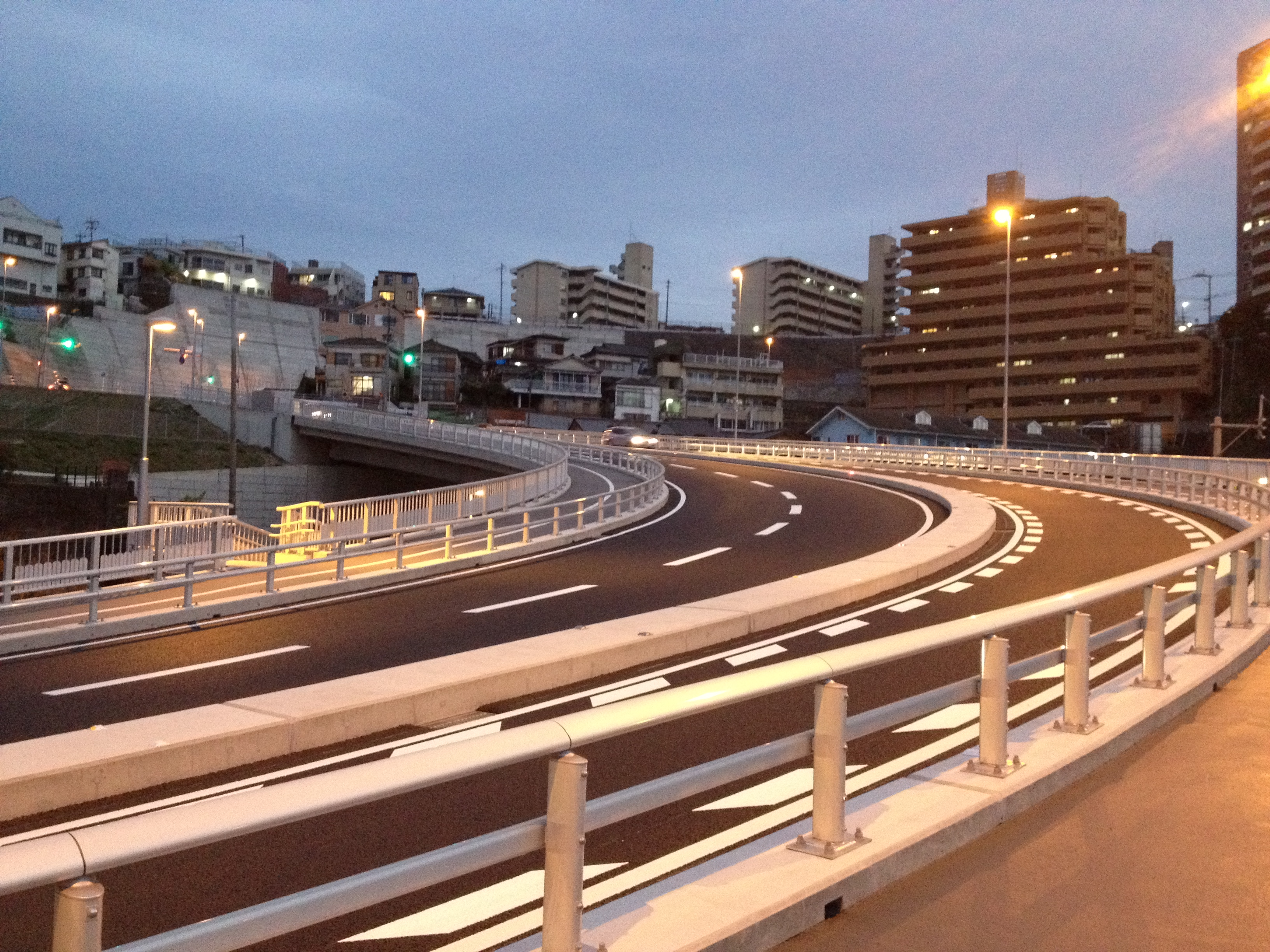
高麗通線（紫原方面）

### 道路
主要地方道
- 鹿児島県道35号永吉入佐鹿児島線

市道
- 高麗通線
- 唐湊陸橋線 - JR指宿枕崎線を越えて郡元に向かう螺旋状の唐湊陸橋（1969年6月17日完成）が架かる。

### 鉄道
九州旅客鉄道指宿枕崎線
- 郡元駅

### 註
1. ↑  鴨池ビュータウンの番地は、唐湊3丁目33番～48番
2. ↑  螺旋状部分は郡元に位置する。